# 彭家祠
彭家祠，位于中国广东省清远市英德市明迳镇坑坝村，为清远市英德市的一个市级文物保护单位，类型为古建筑，公布时间为1995年12月。
彭家祠的历史年代为清代。